# هيرموجينيس فالديبينيتو
هيرموجينيس فالديبينيتو (3 يونيو 1901 – 20 أبريل 1979) هو مبارز بالسيف تشيلي راحل، مثّل بلاده في الألعاب الأولمبية الصيفية 1936.

## روابط رياضية
هيرموجينيس فالديبينيتو على موقع أوليمبيديا (الإنجليزية)